# Lucius Septimius

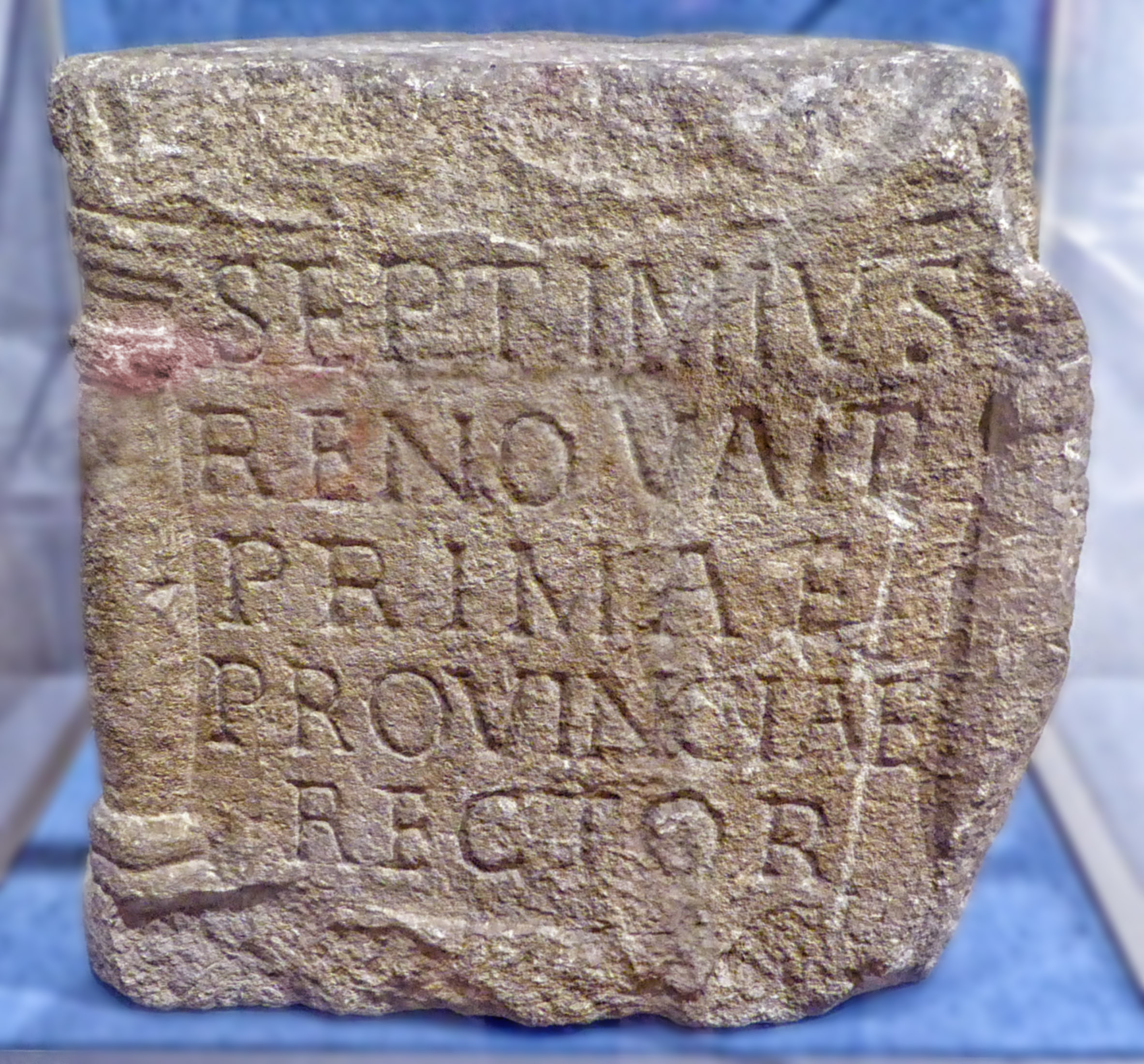
Säulenpostament mit Inschrift, die L. Septimius, Statthalter von Britannia prima, nennt

Lucius Septimius (Cognomen unbekannt; † 281?) ist ein nur undeutlich hervortretender römischer Beamter, der zwischen den Jahren 274 (Ende des Imperium Galliarum) und 286 (Usurpation des Carausius) als praeses der Provinz Britannia superior amtiert haben könnte. Der Name wird auf einer 1891 in Corinium Dobunnorum entdeckten Inschrift genannt.
Der Althistoriker Gerald Kreucher erwog die Möglichkeit, dass Septimius eventuell mit einem anonymen Usurpator, der sich 280 oder 281 in Britannien gegen Kaiser Probus erhob, gleichgesetzt werden könnte, doch muss dies Spekulation bleiben. Nach einer Mitteilung bei Zosimos wurde der Empörer auf den Rat eines Victorinus hin, der möglicherweise mit dem Konsul des Jahres 282 identisch ist, zunächst zum Statthalter erhoben und dann von diesem durch List beseitigt. Als Hintergrund der Erhebung werden in der Forschung die militärische Bedrohung der britannischen Küsten durch Seeräuber und vor allem eine Durchbrechung des Hadrianswalls im Norden vermutet.
In der Prosopography of the Later Roman Empire wird Septimius in die Regierungszeit Julians (361–363) datiert.